# Torebka wewnętrzna

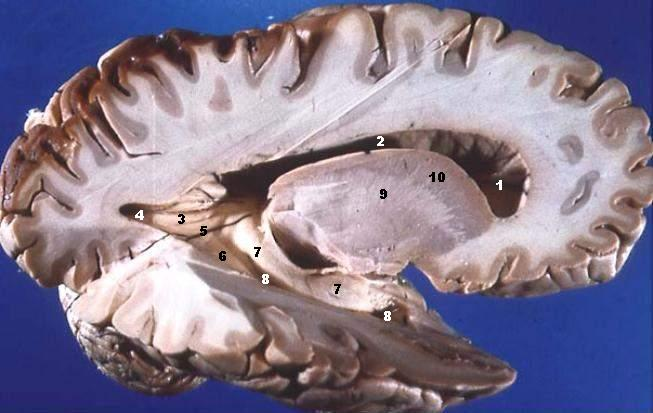
Sekcjonowane mózgowie, widok z boku. Torebka wewnętrzna oznaczona numerem 9

Torebka wewnętrzna (łac. capsula interna) – struktura anatomiczna mózgowia, blaszka istoty białej oddzielająca jądro ogoniaste i wzgórze od jądra soczewkowatego. 
Składa się z:
- odnogi przedniej (crus anterius) – miejsce przebiegu dróg korowo-mostowych i wzgórzowo-korowych,
- kolana torebki wewnętrznej (genu capsulae internae) – miejsce przebiegu dróg korowo-jądrowych,
- odnogi tylnej (crus posterius) – miejsce przebiegu włókien korowo-rdzeniowych, promienistości czuciowej,
- części zasoczewkowej (pars retrolentiformis) – miejsce przebiegu promienistości wzrokowej,
- części podsoczewkowej (pars sublentiformis) – miejsce przebiegu promienistości wzrokowej i słuchowej.

Unaczynienie torebki wewnętrznej pochodzi z:
- gałęzi prążkowiowych przyśrodkowych tętnicy przedniej mózgu i gałęzi prążkowiowych bocznych (soczewkowo-prążkowiowych) tętnicy środkowej mózgu – odnoga przednia,
- gałęzi tętnicy szyjnej wewnętrznej lub gałęzi gałkowych tętnicy naczyniówkowej przedniej – kolano,
- gałęzi tętnicy naczyniówkowej przedniej i gałęzi soczewkowo-prążkowiowych tętnicy środkowej mózgu – odnoga tylna.